# St.-Christophorus-Kapelle (Hanstedt II)

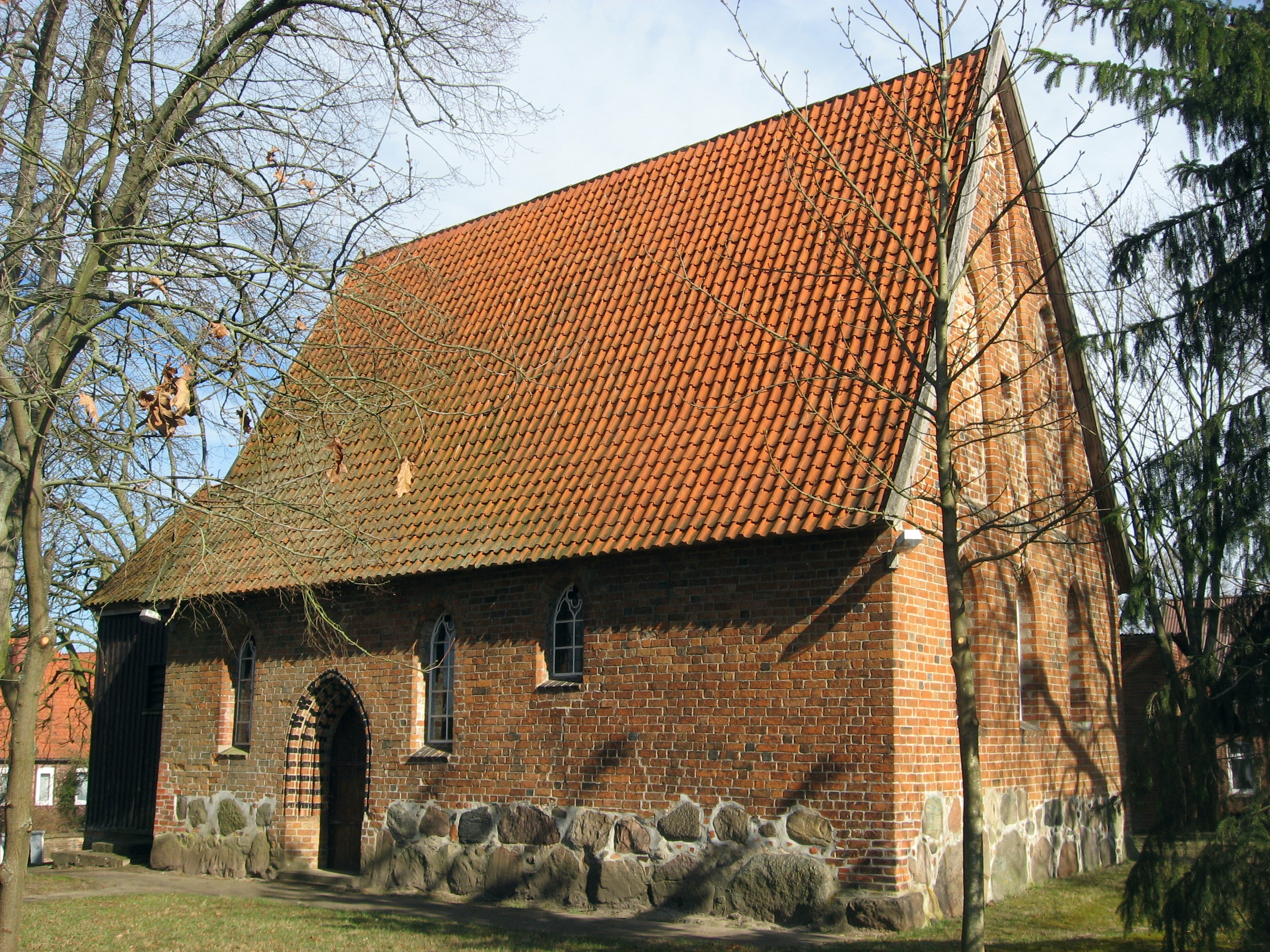
St.-Christophorus-Kapelle in Hanstedt II

Die evangelisch-lutherische  St.-Christophorus-Kapelle  steht im Ortsteil Hanstedt II der niedersächsischen Stadt Uelzen.

## Lage
Die Kapelle liegt in der Ortsmitte von Hanstedt II wenige hundert Meter südlich der Bundesstraße 71. Das Gebäude steht leicht erhöht und ist von Laubbäumen umgeben, die den Blick auf die Kapelle im Sommer größtenteils verdecken.

## Architektur und Ausstattung

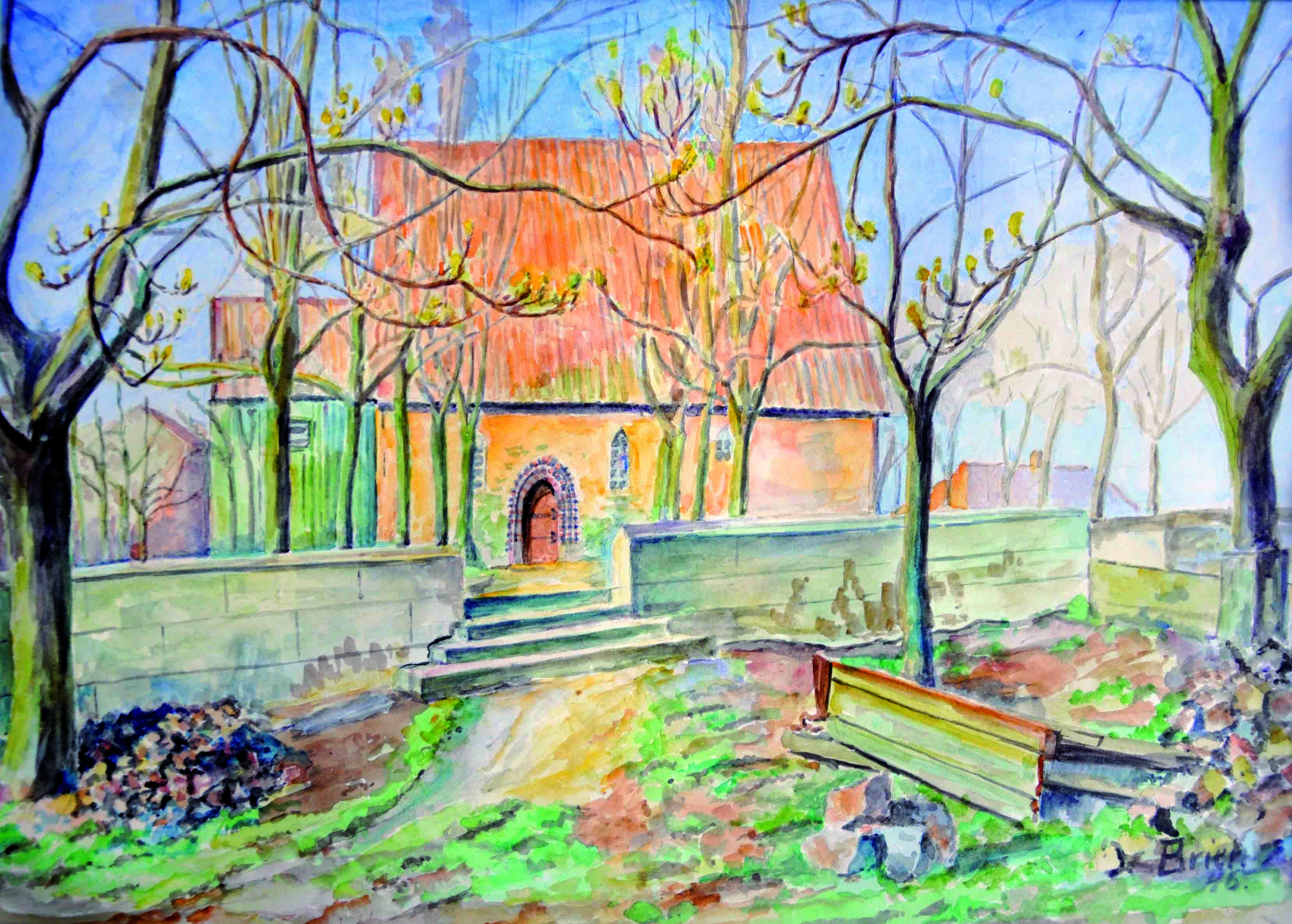
Kapelle in Hanstedt II, Landkreis Uelzen, Niedersachsen, Aquarell des Suhlendorfer Studienrats Paul Brien, 1946

Die Kapelle ist ein rechteckiger Backsteinbau auf einem Feldsteinsockel mit einer Länge von 13,14 Meter sowie einer Breite von 7,74 Meter. Der Ostschluss des Saalbaus aus dem 15. Jahrhundert gliedert sich in einen Giebel mit einer dreiteiligen Blendarkaden und drei regelmäßig angeordnete spitzbogige Fenster unterhalb der Dachtraufe. Die Nordseite enthält vier spitzbogige Fenster. Das Eingangsportal befindet sich in der Südseite, die drei unregelmäßig angeordnete Fenster aufweist. An das Kapellengebäude grenzt westlich ein Glockenhaus aus dem 18. Jahrhundert. Es wurde in Fachwerkbauweise errichtet und ist vollständig mit Holz verkleidet. Die Kapelle und das Glockenhaus besitzen jeweils ein Zeltdach mit roten Dachziegeln.
Der Innenraum weist eine Holzdecke auf, die durch einen umlaufenden Stuckfries abgesetzt ist. Die Wände zeigen Weihekreuze sowie Wandmalereien aus dem 16. Jahrhundert.
Die Kapelle besitzt einen prächtigen Altaraufsatz, der die Kreuzigung Jesu zeigt und 1696 geschaffen wurde.

## Geläut
Im Zweiten Weltkrieg wurde auch die Glocke der Kapelle eingeschmolzen, woraufhin sie mit einer Notglocke aus Eisen ersetzt wurde. Diese wurde 2017 durch die heutige 400 Kilogramm schwere Bronzeglocke ausgetauscht, gegossen von der hessischen Firma Rincker.

## Kirchliche Organisation
Die Kapelle gehört heute zur Kirchengemeinde Rätzlingen im Kirchenkreis Uelzen der Evangelisch-lutherischen Landeskirche Hannovers.